# Clavatipollenites
Clavatipollenites és un gènere extint de plantes vasculars que presenta el primer exemple de pol·len trobat en una planta. Va viure al principi del Cretaci i les seves anteres fòssils es van trobar primer a la Patagònia.
L'espècie tipus d'aquest gènere és C. hughesii